# اومر هوفمن
اومر هوفمن (انگلیسی: Omer Hoffman) ژیمناست هنری اهل بلژیک بود. 
از افتخارات وی میتوان به کسب مدال برنز تیمی سیستم سوئدی مردان در بازی‌های المپیک تابستانی ۱۹۲۰ اشاره‌کرد.